# Яр Сизонів
Яр Сизонів (рос. Яр Сизонов) ) — річка в Україні, у Богодухівському й Дергачівському районах Харківської області. Ліва притока Криворотівки (басейн Дону).

## Опис
Довжина річки приблизно 7,47 км, найкоротша відстань між витоком і гирлом — 6,30  км, коефіцієнт звивистості річки — 1,19 . На річці утворено 3 загати.

## Розташування
Бере початок у селі Крупчине. Тече переважно на південний схід і у селищі Вільшани впадає у річку Криворотівку, праву притоку Уди.
У селищі Вільшани річку перетинає автошлях Р46.

## Цікавий факт
- Біля гирла на відстані приблизно 3,10 км розташоване село Ярошівка, у якому на початку XIX століття народився географ-мандрівник, письменник Ковалевський Єгор Петрович.